# Bill Travers
Pour les articles homonymes, voir Travers.
Bill Travers, de son vrai nom William Linden-Travers, est un acteur britannique né à Newcastle upon Tyne, Royaume-Uni, le 3 janvier 1922 et mort le 29 mars 1994 à Dorking, Royaume-Uni.

## Biographie
Il est le frère de l'actrice Linden Travers (1913-2001).

## Filmographie partielle

### Comme acteur
- 1949 : Guet-apens (Conspirator) de Victor Saville (non crédité)
- 1950 : The Wooden Horse de Jack Lee
- 1950 : Trio de Ken Annakin et Harold French
- 1951 : L'Ombre d'un homme (The Browning Version) d'Anthony Asquith
- 1952 : La Femme du planteur (The Planteur's wife) de Ken Annakin
- 1952 : Hindle Wakes de Arthur Crabtree
- 1953 : Mantrap de Terence Fisher
- 1953 : Les femmes connaissent la musique (Street of Shadows) de Richard Vernon
- 1953 : The Genie de Lance Comfort et Lawrence Huntington
- 1953 : The Square Ring de Basil Dearden et Michael Relph
- 1953 : Counterspy de vernon Sewell
- 1954 : Romeo et Juliette (Romeo and Juliet) de Renato Castellani
- 1955 : Footsteps in the Fog de Arthur Lubin
- 1955 : Geordie de Frank Launder
- 1956 : La Croisée des destins (Bhowani Junction) de George Cukor
- 1957 : Miss Ba (The Barretts of Wimpole street) de Sidney Franklin
- 1957 : Sous le plus petit chapiteau du monde (The Smallest Show on Earth) de Basil Dearden
- 1957 : La Passe dangereuse (The Seventh Sin) de Ronald Neame
- 1957 : Passionate Summer de Rudolph Cartier
- 1959 : Le Sentier du bonheur (The Bridal Path) de Frank Launder
- 1961 : The Green Helmet de Michael Forlong
- 1961 : Gorgo de Eugène Lourié
- 1961 : Two Living, One Dead d'Anthony Asquith
- 1961 : Invasion Quartet de Jay Lewis
- 1966 : Vivre libre  de James Hill
- 1966 : La Bataille de la vallée du diable de Ralph Nelson
- 1967 : The Lions Are Free documentaire
- 1968 : A Midsummer Night's Dream de Peter Hall
- 1969 : Ring of Bright Water de Jack Couffer
- 1969 : An Elephant Called Slowly de James Hill
- 1971 :Boulevard du rhum de Robert Enrico
- 1971 : The Lion at World's End documentaire
- 1973 : The Belstone Fox de James Hill

### Comme réalisateur
- 1967 : The Lions Are Free documentaire
- 1971 : The Lion at World's End documentaire

### Comme scénariste
- 1967 : The Lions Are Free documentaire
- 1969 : An Elephant Called Slowly
- 1971 : The Lion at World's End documentaire

### Comme producteur
- 1967 : The Lions Are Free documentaire
- 1969 : An Elephant Called Slowly
- 1971 : The Lion at World's End documentaire